# Crataegus knorringiana
Crataegus knorringiana es una especie de planta del género Crataegus, perteneciente a la familia Rosaceae.

## Taxonomía
Crataegus knorringiana fue descrita por Antonina Poyárkova en 1947.

## Distribución
Se encuentra en el territorio de Kirguistán.